# Engeland op het wereldkampioenschap voetbal 2006

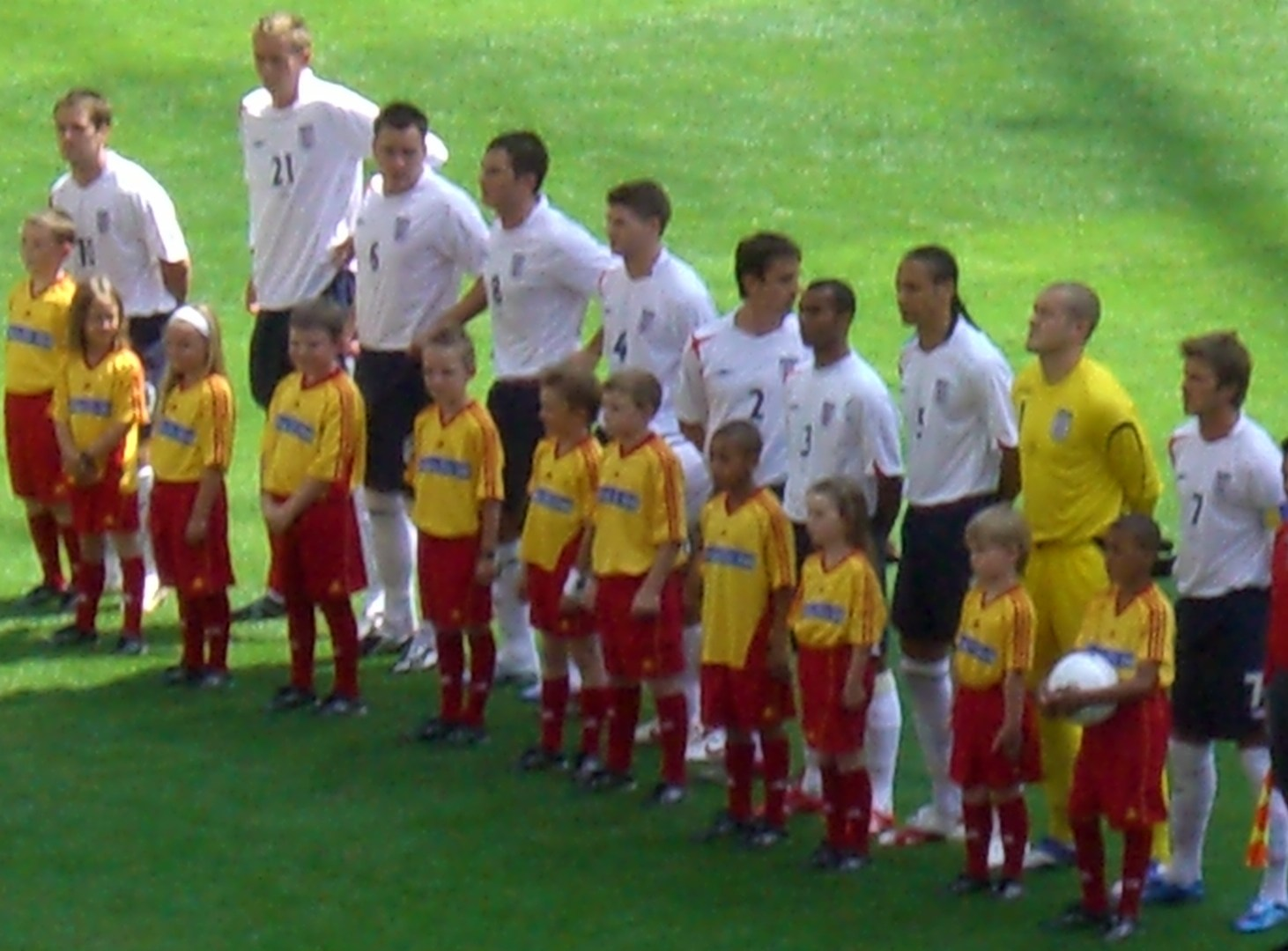
Het Engelse team voor het begin van de wedstrijd tegen Paraguay op het WK 2006

Engeland nam bij het Wereldkampioenschap voetbal 2006 voor de twaalfde keer in de historie deel aan de WK-eindronde. Engeland werd eenmaal wereldkampioen, in eigen land werd de wereldtitel in 1966 gewonnen. De laatste keer dat Engeland het WK miste was in 1994.

## Kwalificatie
Als lid van de UEFA speelde Engeland in de zesde van acht groepen waarin alle landen deelnamen. Ieder land ontmoette elkaar in zowel een thuis- als een uitwedstrijd, de groepsindeling was aan de hand van resultaten in het verleden en een daaraan gekoppelde loting bepaald. Alleen de groepswinnaar zou zich rechtstreeks kwalificeren, terwijl de nummer twee het zou mogen opnemen tegen een nummer twee uit een andere groep, mits dat land het best geklasseerde land op de tweede plaats was, ook dan was rechtstreekse kwalificatie een feit.
Engeland begon de groep als favoriet en zou die favorietenrol ondanks een gelijkspel tegen Oostenrijk in de eerste wedstrijd behouden. Dit kwam mede door de overwinning op de grootste concurrent in en tegen Polen gedurende de tweede wedstrijd. In de achtste wedstrijd leed Engeland een pijnlijke nederlaag tegen Noord-Ierland, waardoor men alsnog in de problemen kwam en Polen zelfs de leiding in de groep overnam. Tijdens de laatste wedstrijd, een onderling duel tussen Engeland en Polen diende de beslissing te vallen. Engeland stond voor aanvang van de wedstrijd op twee punten achterstand en moest derhalve winnen om het WK te halen. De overwinning kwam er ook, waardoor Engeland groepswinnaar werd. Polen kwalificeerde zich uiteindelijk ook als een van de twee best geklasseerde landen op de tweede plaats.

### Wedstrijden
| 4 september, 2004 | Oostenrijk    | 2 – 2 | Engeland      |
| 8 september, 2004 | Polen         | 1 – 2 | Engeland      |
| 9 oktober, 2004   | Engeland      | 2 – 0 | Wales         |
| 13 oktober, 2004  | Azerbeidzjan  | 0 – 1 | Engeland      |
| 26 maart, 2005    | Engeland      | 4 – 0 | Noord-Ierland |
| 30 maart, 2005    | Engeland      | 2 – 0 | Azerbeidzjan  |
| 3 september, 2005 | Wales         | 0 – 1 | Engeland      |
| 7 september, 2005 | Noord-Ierland | 1 – 0 | Engeland      |
| 8 oktober, 2005   | Engeland      | 1 – 0 | Oostenrijk    |
| 12 oktober, 2005  | Engeland      | 2 – 1 | Polen         |

### Eindstand
| Land          | Wed | Win | Gel | Ver | DV | DT | +/- | Pnt |
| ------------- | --- | --- | --- | --- | -- | -- | --- | --- |
| Engeland      | 10  | 8   | 1   | 1   | 17 | 5  | +12 | 25  |
| Polen         | 10  | 8   | 0   | 2   | 27 | 9  | +18 | 24  |
| Oostenrijk    | 10  | 4   | 3   | 3   | 15 | 12 | +3  | 15  |
| Noord-Ierland | 10  | 2   | 3   | 5   | 10 | 18 | –8  | 9   |
| Wales         | 10  | 2   | 2   | 6   | 10 | 15 | –5  | 8   |
| Azerbeidzjan  | 10  | 0   | 3   | 7   | 1  | 21 | –21 | 3   |

## Oefeninterlands
Engeland speelde drie officiële oefeninterlands op weg naar het WK voetbal 2006.
|                                                        |                                 |       |                |                                                                                   |
| 1 maart Vriendschappelijk «onderlinge duels» 20:05 uur | Engeland                        | 2 – 1 | Uruguay        | Anfield Road, Liverpool Toeschouwers: 40.013 Scheidsrechter: Stefano Farina (ITA) |
| 1 maart Vriendschappelijk «onderlinge duels» 20:05 uur | Peter Crouch 75' Joe Cole 90+3' |       | 26' Omar Pouso | Anfield Road, Liverpool Toeschouwers: 40.013 Scheidsrechter: Stefano Farina (ITA) |

|                                                       |                                                    |       |                |                                                                                 |
| 31 mei Vriendschappelijk «onderlinge duels» 20:05 uur | Engeland                                           | 3 – 1 | Hongarije      | Old Trafford, Manchester Toeschouwers: 56.323 Scheidsrechter: Pieter Vink (NED) |
| 31 mei Vriendschappelijk «onderlinge duels» 20:05 uur | Steven Gerrard 47' John Terry 51' Peter Crouch 84' |       | 55' Pal Dárdai | Old Trafford, Manchester Toeschouwers: 56.323 Scheidsrechter: Pieter Vink (NED) |

|                                                       | |       |         |                                                                                   |
| 3 juni Vriendschappelijk «onderlinge duels» 14:00 uur | Engeland | 6 – 0 | Jamaica | Old Trafford, Manchester Toeschouwers: 70.373 Scheidsrechter: Konrad Plautz (AUT) |
| 3 juni Vriendschappelijk «onderlinge duels» 14:00 uur | Frank Lampard 11' Jermaine Taylor 17' (e.d.) Peter Crouch 29' Michael Owen 32' Peter Crouch 66' Peter Crouch 89' |       |         | Old Trafford, Manchester Toeschouwers: 70.373 Scheidsrechter: Konrad Plautz (AUT) |

## WK-selectie
| Nummer / Naam   | Nummer / Naam       | Geboortedatum | Caps | Goals | Club              | Duels | Goal | Kreeg geel | Kreeg voor de tweede keer geel en dus rood | Weggestuurd |
| Doel            | Doel                | Doel          | Doel | Doel  | Doel              | Doel  | Doel | Doel       | Doel                                       | Doel        |
| --------------- | ------------------- | ------------- | ---- | ----- | ----------------- | ----- | ---- | ---------- | ------------------------------------------ | ----------- |
| 1               | Paul Robinson       | 15/10/1979    |      |       | Tottenham Hotspur | 5     | 0    | 1          | 0                                          | 0           |
| 13              | David James         | 01/08/1970    |      |       | Manchester City   | 0     | 0    | 0          | 0                                          | 0           |
| 22              | Scott Carson        | 03/09/1985    |      |       | Liverpool         | 0     | 0    | 0          | 0                                          | 0           |
| Verdediging     |                     |               |      |       |                   |       |      |            |                                            |             |
| 2               | Gary Neville        | 18/02/1975    |      |       | Manchester United | 1     | 0    | 0          | 0                                          | 0           |
| 3               | Ashley Cole         | 20/12/1980    |      |       | Arsenal           | 4     | 0    | 0          | 0                                          | 0           |
| 5               | Rio Ferdinand       | 07/11/1978    |      |       | Manchester United | 4     | 0    | 0          | 0                                          | 0           |
| 6               | John Terry          | 07/12/1980    |      |       | Chelsea           | 3     | 0    | 1          | 0                                          | 0           |
| 12              | Sol Campbell        | 18/09/1974    |      |       | Arsenal           | 1     | 0    | 0          | 0                                          | 0           |
| 14              | Wayne Bridge        | 05/08/1980    |      |       | Fulham            | 0     | 0    | 0          | 0                                          | 0           |
| 15              | Jamie Carragher     | 28/01/1978    |      |       | Liverpool         | 3     | 0    | 1          | 0                                          | 0           |
| Middenveld      |                     |               |      |       |                   |       |      |            |                                            |             |
| 4               | Steven Gerrard      | 30/05/1980    |      |       | Liverpool         | 4     | 2    | 1          | 0                                          | 0           |
| 7               | David Beckham       | 02/05/1975    |      |       | Real Madrid       | 4     | 1    | 0          | 0                                          | 0           |
| 8               | Frank Lampard       | 20/06/1978    |      |       | Chelsea           | 4     | 0    | 1          | 0                                          | 0           |
| 11              | Joe Cole            | 08/11/1981    |      |       | Chelsea           | 4     | 1    | 0          | 0                                          | 0           |
| 16              | Owen Hargreaves     | 20/01/1981    |      |       | Bayern München    | 3     | 0    | 1          | 0                                          | 0           |
| 17              | Jermaine Jenas      | 18/02/1981    |      |       | Tottenham Hotspur | 0     | 0    | 0          | 0                                          | 0           |
| 18              | Michael Carrick     | 28/07/1981    |      |       | Tottenham Hotspur | 1     | 0    | 0          | 0                                          | 0           |
| 19              | Aaron Lennon        | 16/04/1987    |      |       | Tottenham Hotspur | 2     | 0    | 0          | 0                                          | 0           |
| 20              | Stewart Downing     | 22/07/1984    |      |       | Middlesbrough     | 3     | 0    | 0          | 0                                          | 0           |
| Aanval          |                     |               |      |       |                   |       |      |            |                                            |             |
| 9               | Wayne Rooney        | 24/10/1985    |      |       | Manchester United | 3     | 0    | 0          | 0                                          | 1           |
| 10              | Michael Owen        | 14/12/1979    |      |       | Newcastle United  | 3     | 0    | 0          | 0                                          | 0           |
| 21              | Peter Crouch        | 30/01/1981    |      |       | Liverpool         | 3     | 1    | 1          | 0                                          | 0           |
| 23              | Theo Walcott        | 16/03/1989    |      |       | Arsenal           | 0     | 0    | 0          | 0                                          | 0           |
| Bondscoach      |                     |               |      |       |                   |       |      |            |                                            |             |
| Vlag van Zweden | Sven-Göran Eriksson | 05/02/1948    |      |       |                   |       |      |            |                                            |             |

## WK-wedstrijden

### Groep B
|                                                   |                          |           |          |                                                                                         |
| 10 juni WK-eindronde «onderlinge duels» 15:00 uur | Engeland                 | 1 – 0     | Paraguay | Commerzbank-Arena, Frankfurt Toeschouwers: 48.000 Scheidsrechter: Marco Rodríguez (MEX) |
| 10 juni WK-eindronde «onderlinge duels» 15:00 uur | Carlos Gamarra 3' (e.d.) | (details) |          | Commerzbank-Arena, Frankfurt Toeschouwers: 48.000 Scheidsrechter: Marco Rodríguez (MEX) |

|                                                   |                                       |           |                    |                                                                                         |
| 15 juni WK-eindronde «onderlinge duels» 18:00 uur | Engeland                              | 2 – 0     | Trinidad en Tobago | easyCredit-Stadion, Neurenberg Toeschouwers: 41.000 Scheidsrechter: Toru Kamikawa (JPN) |
| 15 juni WK-eindronde «onderlinge duels» 18:00 uur | Peter Crouch 83' Steven Gerrard 90+1' | (details) |                    | easyCredit-Stadion, Neurenberg Toeschouwers: 41.000 Scheidsrechter: Toru Kamikawa (JPN) |

|                                                   |                                       |           |                                 |                                                                                        |
| 20 juni WK-eindronde «onderlinge duels» 21:00 uur | Zweden                                | 2 – 2     | Engeland                        | RheinEnergieStadion, Keulen Toeschouwers: 45.000 Scheidsrechter: Massimo Busacca (SUI) |
| 20 juni WK-eindronde «onderlinge duels» 21:00 uur | Marcus Allbäck 51' Henrik Larsson 90' | (details) | 34' Joe Cole 85' Steven Gerrard | RheinEnergieStadion, Keulen Toeschouwers: 45.000 Scheidsrechter: Massimo Busacca (SUI) |

### Achtste finale
|                   |                   |           |         |                                                                                                   |
| 25 juni 17:00 uur | Engeland          | 1 – 0     | Ecuador | Gottlieb-Daimler-Stadion, Stuttgart Toeschouwers: 52.000 Scheidsrechter: Frank De Bleeckere (BEL) |
| 25 juni 17:00 uur | David Beckham 60' | (details) |         | Gottlieb-Daimler-Stadion, Stuttgart Toeschouwers: 52.000 Scheidsrechter: Frank De Bleeckere (BEL) |

### Kwartfinale
|                  |           |            |          |                                                                                          |
| 1 juli 17:00 uur | Engeland  | 0 – 0 (nv) | Portugal | Veltins-Arena, Gelsenkirchen Toeschouwers: 52.000 Scheidsrechter: Horacio Elizondo (ARG) |
| 1 juli 17:00 uur | (details) |            |          | Veltins-Arena, Gelsenkirchen Toeschouwers: 52.000 Scheidsrechter: Horacio Elizondo (ARG) |

|                                                              |       | strafschoppen                                           |  |
| Frank Lampard Owen Hargreaves Steven Gerrard Jamie Carragher | 1 – 3 | Simão Hugo Viana Petit Hélder Postiga Cristiano Ronaldo |  |

## Opmerkingen
1. ↑  Debuut van Darren Bent (Charlton Athletic) voor Engeland.
2. ↑  Debuut van Theo Walcott (Arsenal) voor Engeland.
3. ↑  Frank Lampard mist strafschop in de 41ste minuut.
4. ↑  Debuut van Aaron Lennon (Tottenham Hotspur) voor Engeland.
5. ↑  Peter Crouch mist strafschop in de 82ste minuut.
6. ↑  Marcus Allbäck maakt het 2000e doelpunt op een WK-eindronde.

FA · A-internationals · Selecties · Bondscoaches · Engels vrouwenelftal · Brits olympisch elftal · Engeland -21 · Engeland -20 · Engeland -19 · Engeland -18 · Engeland -17 · Engeland -16 · Vrouwen -17
1872 – 1899 ·
1900 – 1919 ·
1920 – 1929 ·
1930 – 1939 ·
1940 – 1949 ·
1950 – 1959 ·
1960 – 1969 ·
1970 – 1979 ·
1980 – 1989 ·
1990 – 1999 ·
2000 – 2009 ·
2010 – 2019 ·
2020 − 2029
EK's: 1968 ·
1980 ·
1988 ·
1992 ·
1996 ·
2000 ·
2004 ·
2012 · 
2016 · 
2020 · 
2024
WK's: 1950 ·
1954 ·
1958 ·
1962 ·
1966 ·
1970 ·
1982 ·
1986 ·
1990 ·
1998 ·
2002 ·
2006 ·
2010 ·
2014 ·
2018 · 
2022
Albanië ·
Algerije ·
Andorra ·
Argentinië ·
Australië ·
Azerbeidzjan ·
België ·
Bosnië en Herzegovina ·
Brazilië ·
Bulgarije ·
Canada ·
Chili ·
China ·
Colombia ·
Costa Rica ·
Cyprus ·
Denemarken ·
DDR · 
Duitsland ·
Ecuador ·
Egypte ·
Estland ·
Finland ·
Frankrijk ·
Georgië ·
Ghana ·
GOS ·
Griekenland ·
Honduras ·
Hongarije ·
Ierland ·
IJsland · 
Iran ·
Israël ·
Italië ·
Ivoorkust ·
Jamaica ·
Japan ·
Joegoslavië ·
Kameroen ·
Kazachstan ·
Koeweit ·
Kosovo ·
Kroatië ·
Liechtenstein ·
Litouwen ·
Luxemburg ·
Maleisië ·
Malta ·
Marokko ·
Mexico ·
Moldavië ·
Montenegro ·
Nederland ·
Nieuw-Zeeland ·
Nigeria ·
Noord-Ierland ·
Noord-Macedonië ·
Noorwegen ·
Oekraïne ·
Oostenrijk ·
Panama · 
Paraguay ·
Peru · 
Polen ·
Portugal ·
Roemenië ·
Rusland ·
San Marino · 
Saoedi-Arabië ·
Schotland ·
Senegal ·
Servië ·
Servië en Montenegro · 
Slovenië ·
Slowakije ·
Sovjet-Unie ·
Spanje ·
Trinidad en Tobago ·
Tsjechië ·
Tsjecho-Slowakije ·
Tunesië ·
Turkije ·
Uruguay ·
Verenigde Staten ·
Wales ·
Wit-Rusland ·
Zuid-Afrika ·
Zuid-Korea ·
Zweden ·
Zwitserland
Algerije (2010) · 
Argentinië (1986) · 
Argentinië (1998) · 
Argentinië (2002) · 
België (1990) · 
België (2018, 1) · 
België (2018, 2) · 
Brazilië (2002) · 
Colombia (1998) ·
Colombia (2018) ·
Costa Rica (2014) ·
Denemarken (2002) ·
Denemarken (2021) · 
Duitsland (2000) ·
Duitsland (2010) ·
Duitsland (2021) ·
Ecuador (2006) ·
Egypte (1990) ·
Frankrijk (1982) ·
Frankrijk (2012) ·
Frankrijk (2022) ·
Ierland (1990) · 
IJsland (2016) ·
Italië (1990) · 
Italië (2012) · 
Italië (2014) · 
Italië (2021) · 
Kameroen (1990) · 
Koeweit (1982) · 
Kroatië (2018) ·
Kroatië (2021) · 
Marokko (1986) · 
Nederland (1990) · 
Nigeria (2002) · 
Oekraïne (2012) · 
Oekraïne (2021) ·
Panama (2018) · 
Paraguay (1986) · 
Paraguay (2006) · 
Polen (1986) · 
Portugal (1986) · 
Portugal (2000) · 
Portugal (2006) · 
Roemenië (1998) ·
Roemenië (2000) ·
Rusland (2016) ·
Schotland (2021) ·
Senegal (2022) ·
Slovenië (2010) ·
Slowakije (2016) ·
Spanje (1982) ·
Spanje (2024) ·
Trinidad en Tobago (2006) ·
Tsjechië (2021) ·
Tsjecho-Slowakije (1982) ·
Tunesië (1998) ·
Tunesië (2018) ·
Uruguay (2014) ·
Verenigde Staten (2010) ·
Wales (2016) · 
West-Duitsland (1966) ·
West-Duitsland (1982) ·
West-Duitsland (1990) ·
Zweden (2002) ·
Zweden (2006) · 
Zweden (2012)